# Rosalind Plowright
Rosalind Anne Plowright (ur. 21 maja 1949 w Worksopie) – brytyjska śpiewaczka operowa, początkowo sopran, następnie mezzosopran.

## Początki kariery
Ukończyła konserwatorium w Londynie i po studiach dołączyła do zespołu Glyndebourne Touring Opera, z którą zaśpiewała role Elwiry w Don Giovannim oraz Hrabiny w Weselu Figara. Zwróciwszy na siebie uwagę krytyki, przeniosła się do zespołu opery narodowej, gdzie grała kolejno Toskę, Elżbietę de Valois w Don Carlosie, Miss Jessel w Poskromieniu złośnicy, księżniczkę Elenę w Nieszporach sycylijskich oraz Elżbietę I w Marii Stuard. Nagranie tej ostatniej roli było znaczące w jej karierze zawodowej.

## Kariera międzynarodowa
Niezwykle udany był dla artystki sezon 1980/1981, kiedy wystąpiła jako Manon Lescaut w teatrze Torre del Lago, Aida w operze frankfurckiej, Ariadna w Bernie oraz Ortlinde w Covent Garden. W 1983 r. zadebiutowała w La Scali jako Siostra Angelica w operze Giacomo Pucciniego pod tym samym tytułem. W latach 80. pojawiała się na scenach Madrytu, Barcelony, Wiednia, Ateny, Metropolitan Opera, San Francisco i Santiago. Jej występ w roli Maddaleny w Andrei Chénierze w Covent Garden Theatre był muzyczną sensacją. Jej inną ważką rolą była Medea w operze Cherubiniego. Dla Deutsche Grammophon nagrała Moc przeznaczenia. Śpiewała u boku słynnych trzech tenorów – José Carreras partnerował jej jako Andrea Chénier, z Lucianem Pavarottim śpiewała Aidę, zaś u boku Plácida Dominga pojawiła się w produkcji Trubadura w Covent Garden. Ciąża poważnie zmieniła jej głos, Plowright pojawia się od tej pory w rolach mezzosopranowych. Wcielała się w Amneris w Aidzie w szkockiej operze narodowej, Księżnę w Adrianie Lecouvreur i Kostelnicką w Jenůfie. W sezonie 2007/2008 pojawiła się lub ma się pojawić w rolach Fricki w Pierścieniu Nibelunga oraz Matki w Il prigioniero w operach San Francisco i Paryża.
Oprócz wymienionych powyżej nagrała Otella, Aidę, Opowieści Hoffmanna oraz 2. symfonię Mahlera.
Poza sceną operową grała w słuchowiskach radiowych (Grace Vosper w produkcji BBC The House of Elliott oraz Hermiona Harefield w The Man Who Made Husbands Jealous. Ma również pojawić się w musicalu Sweeney Todd oraz zaśpiewać rolę Klitajmestry w Elektrze w operze w Seattle.

## Nagrody
W 2007 r. znalazła się na królewskiej Birthday Honours List za wieloletni wkład w brytyjską kulturę muzyczną.
W 1984 r. jej nagranie Trubadura razem otrzymało nagrodę Fundacji Fanny Heldy.